# Toontown Online
Toontown Online foi um jogo on-line (MMORPG) desenvolvido pela Disney Interactive e publicado pela The Walt Disney Company. A versão beta do jogo foi lançada nos Estados Unidos para PC em agosto de 2001; e oficialmente lançada em 2 de junho de 2003. Outras versões foram lançadas posteriormente no Japão e no Reino Unido em 2004; França e Alemanha em 2005; Brasil em 2006; e Sudeste Asiático em 2007.
A história de Toontown é centrada sobre uma batalha em curso entre uma população de animais de desenho animado, conhecida como Toons; e uma frota de robôs focados em negócios, conhecidos como Cogs, que estão tentando tomar conta da cidade. Os jogadores escolheriam e customizariam o próprio Toon; e completariam as tarefas-toons, incluindo: jogar minijogos e lutar contra os Cogs.
O jogo foi recebido positivamente no geral, alcançando uma pontuação agregada de 82% do GameRankings e 81% do Metacritic. Críticos elogiaram o jogo pela habilidade de incorporar aspectos agradáveis para a família inteira, como batalhas baseadas em times e minijogos; contudo, alguns revisores criticaram a repetitividade do jogo a longo prazo e o fracasso de oferecer novos conteúdos para os jogadores veteranos. O jogo ganhou vários prêmios de inúmeros sites e revistas de jogos, incluindo o MMORPG do ano no Computer Gaming World.
Os servidores online de Toontown Online foram desligados e/ou mescladas ao longo dos anos, tendo seu último servidor fechado, o dos Estados Unidos (que então mesclou-se com o do Reino Unido), em 19 de setembro de 2013. Um mês depois do fechamento, a Disney divulgou um comunicado, que dizia que a empresa estaria mudando seu foco para outras experiências de jogos online e de celular, como Club Penguin e uma crescente seleção de aplicativos de celular.

## Jogabilidade
Os jogadores podiam criar personagens chamados "Toons", no qual podiam customizá-los em várias formas, cores, roupas e tamanhos, assim como suas espécies, com opções que consistiam em gatos, cachorros, ratos, porcos, coelhos, ursos, cavalos e macacos.

### Combate
Os "Cogs" eram os antagonistas do jogo, estilizados para serem robôs corporativos que queriam tomar conta da cidade para propagar a cultura do negócio. Os Cogs vinham em quatro diferentes tipos: Robôs-chefe, Robô da Lei, Robô Mercenário e Robô Vendedor, cada um com níveis crescentes, ao decorrer do jogo, que aumentam suas vidas e danos.
Os Toons começam com "piadas" básicas e um medidor de "Risômetro" aos 15 pontos. As piadas, enraizadas em antigos desenhos animados de humor "pastelão", eram as armas usadas para destruir os Cogs em batalhas de Cogs. Cada "trilha de piada" continha piadas com diferentes propriedades, que podiam ser desbloqueadas ao completar as "Tarefas-toons"; e cada trilha de piada progressivamente viria a ser mais poderosa, à medida que os Toons usassem cada vez mais as respectivas piadas. O Risômetro funcionava como um medidor de vida, representando o quanto de dano os Toons poderiam levar dos Cogs antes de ficarem "tristes" - a morte no jogo. A batalha com os Cogs era feita usando um sistema de controle de tempo baseado em turnos, com até quatro Toons em uma batalha. Os Cogs podiam ser combatidos nas ruas do jogo, em "Prédios Cogs"; ou nos próprios designados "QG Cogs".

### Atividades passivas
Os playgrounds eram as únicas áreas de Toontown permanentemente seguras dos Cogs. Nos playgrounds, os Toons podiam recuperar os pontos perdidos do Risômetro, recebendo ou completando tarefas-toons únicas para cada playground, comprar piadas, jogar jogos do bondinho ou ir pescar. Ao completar as tarefas-toons, os Toons podiam crescer em força através de pontos adicionais no Risômetro. Havia um playground em cada "bairro" de Toontown. Cada um deles apresentava um dos clássicos personagens de desenhos animados da Disney como um personagem não jogável. Esses playgrounds consistiam nos seguintes: Centro de Toontown; Jardins da Margarida; Porto do Donald; Melolândia da Minnie; O Brrrgh; Sonholândia do Donald; Autódromo do Pateta; e Campo de Golf do Tico e Teco.
Toda conta de Toontown Online vinha com uma propriedade do jogador. Cada propriedade consistia em seis casas para cada Toon na conta do jogador. Este poderia customizar a aparência de seus Toons com objetos pedidos do catálogo do jogo em troca de balinhas, a moeda do jogo. Os armários guardavam roupas e acessórios que não estavam sendo usados. Outros elementos das propriedades incluíam os Rabiscos (animais de estimação), jardinagem, pescaria e canhões.
Toontown oferecia atividades passivas para os jogadores ganharem balinhas, pontos adicionais no Risômetro e outros bônus que poderiam ser usados no jogo. Esses incluíam jogos do bondinho (uma coleção de minijogos), pescaria, jardinagem, corrida de kart, minigolfe, entre outros.

### Elementos de segurança on-line
Toontown Online foi comercializado e desenvolvido para todas as idades. Portanto, uma restrição de chat foi colocada no jogo. Jogadores poderiam apenas usar o chat usando o SpeedChat, uma lista de frases pré-aprovadas definidas pela Disney que o jogador poderia selecionar. Este incluía frases gerais do português; frases de estratégia do jogo; e ocasionalmente, frases sazonais. Os jogadores podiam comprar mais frases do SpeedChat usando balinhas. SpeedChat Plus e "Amigos Secretos" foram introduzidos depois de um tempo do lançamento do jogo, que precisavam ser ativados usando uma conta parental se o jogador tivesse menos de 13 anos de idade. SpeedChat Plus permitiu que os jogadores digitassem as próprias mensagens com a restrição de um filtro de palavras desenvolvido pela Disney; se uma palavra não é permitida, ela é substituída por uma onomatopeia da espécie do Toon do jogador. Amigos Secretos permitiu os jogadores conversarem com um filtro menos restritivo com certos amigos que compartilharam um "código de Amigo Secreto" entre si.

## Distribuição

### Assinatura paga
Toontown Online apresentava dois tipos de contas: contas gratuitas e contas de membro pagas. Originalmente, às contas gratuitas eram permitidas apenas três dias de jogabilidade, sem restrições, antes do jogador ser forçado a pagar pela assinatura. Isso mudou em 2007, para permitir que os jogadores gratuitos pudessem jogar por um tempo ilimitado com certas restrições no jogo. Essas restrições originalmente significavam que os Toons estavam limitados ao bairro inicial (Centro de Toontown) e aos respectivos prédios e ruas, assim como o Autódromo do Pateta, onde aconteciam os eventos de corrida. Os Toons eram também apenas permitidos a completar as tarefas-toons até aquele final que permitiria o acesso à terceira trilha de piada. Isso mudou para permitir os jogadores gratuitos a andarem nas ruas de todos os bairros; e para completar a tarefa-toon final da terceira trilha de piada. Contudo, jogadores gratuitos podiam apenas entrar em prédios do Centro de Toontown e não eram permitidos a entrar nos QGs dos Cogs ou em prédios Cogs fora do Centro de Toontown. Membros pagos estavam permitidos a completar o jogo e ter uma jogabilidade ilimitada até a duração de suas assinaturas. As opções incluíam assinaturas mensais, semianuais e anuais. Isso desbloqueava o acesso para coisas como mobílias da casa, golfe e acesso aos QG Cogs e prédios fora do Centro de Toontown.

### CD-ROM
Platform Publishing, uma empresa subsidiária da Sony Online Entertainment que publica jogos para desenvolvedoras de terceiros, anunciou em 25 de agosto de 2005 que adquiriu os direitos para publicar uma versão CD de Toontown Online para PC e trazer o jogo online para os consoles. Toontown Online tornou-se disponível em CD para PC em 3 de outubro de 2005. Isso permitiu aos jogadores jogarem o jogo sem precisar baixar para o disco de armazenamento. Essa versão vinha em uma caixa definida com dois meses de assinatura, um pôster, um manual do jogo e um bônus dentro do jogo. Toontown Online escolheu criar uma versão CD que pudesse ser comprada em lojas, devido à insegurança dos clientes ao baixar e comprar coisas online que eles fisicamente não pudessem possuir.

## Encerramento
Em 20 de agosto de 2013, a Disney anunciou que depois de dez anos de operação, Disney's Toontown Online estava sendo desligado permanentemente em 19 de setembro de 2013. Subsequentemente, foi dada a todo jogador a assinatura para o tempo restante do jogo. Celebrações sazonais e festivas e eventos especiais no jogo aconteceram durante o tempo restante deste. As assinaturas pagas recorrentes foram automaticamente canceladas; novas assinaturas não poderiam ser mais compradas; e novas contas não poderiam ser mais criadas. O site também foi atualizado com uma seção de perguntas frequentes sobre o fechamento.
O principal site de Toontown Online não foi encerrado até mais um ano. O jogo permaneceu aberto por um mês depois do aviso, finalmente fechando na data prevista, 19 de setembro de 2013, às 11:59 A.M., Horário Padrão do Pacífico. Depois do fechamento do jogo, o site do Toontown, toontown.go.com, agora redireciona ao principal site da Disney, o disney.com.
Em resposta ao encerramento, ex-jogadores criaram múltiplos servidores privados de Toontown Online. O mais popular, assim como o mais bem-sucedido servidor, Toontown Rewritten, é descrito pelos desenvolvedores como "um renascimento de Disney's Toontown Online promovido por fãs, criado usando downloads disponíveis publicamente e informações disponíveis feitas livremente para o público geral." Toontown Rewritten se encontra desde setembro de 2017 em sua versão 2.0, abrigando jogadores do mundo inteiro, sobretudo, os brasileiros. Assim, fãs brasileiros decidiram criar um fan-site em português, denominado Toontown Rewritten Brasil, visando auxiliar e trazer informações traduzidas sobre o servidor de Toontown Rewritten em inglês.